# استارویانبکوو
استارویانبکوو (انگلیسی: Staroyanbekovo) یک شهرک در شهرستان کارماسکالینسکی استان باشقیرستان کشور روسیه است.